# 虎丘区
虎丘区（こきゅう-く）は中華人民共和国江蘇省蘇州市に位置する市轄区。斜塔で名高い雲岩寺塔や剣池のある虎丘から名づけられたが、その地域は姑蘇区（旧金閶区）に編入された。蘇州高新技術産業開発区がある。

## 行政区画
- 街道:横塘街道、獅山街道、楓橋街道、鎮湖街道、東渚街道
- 鎮:滸墅関鎮、通安鎮

## 交通

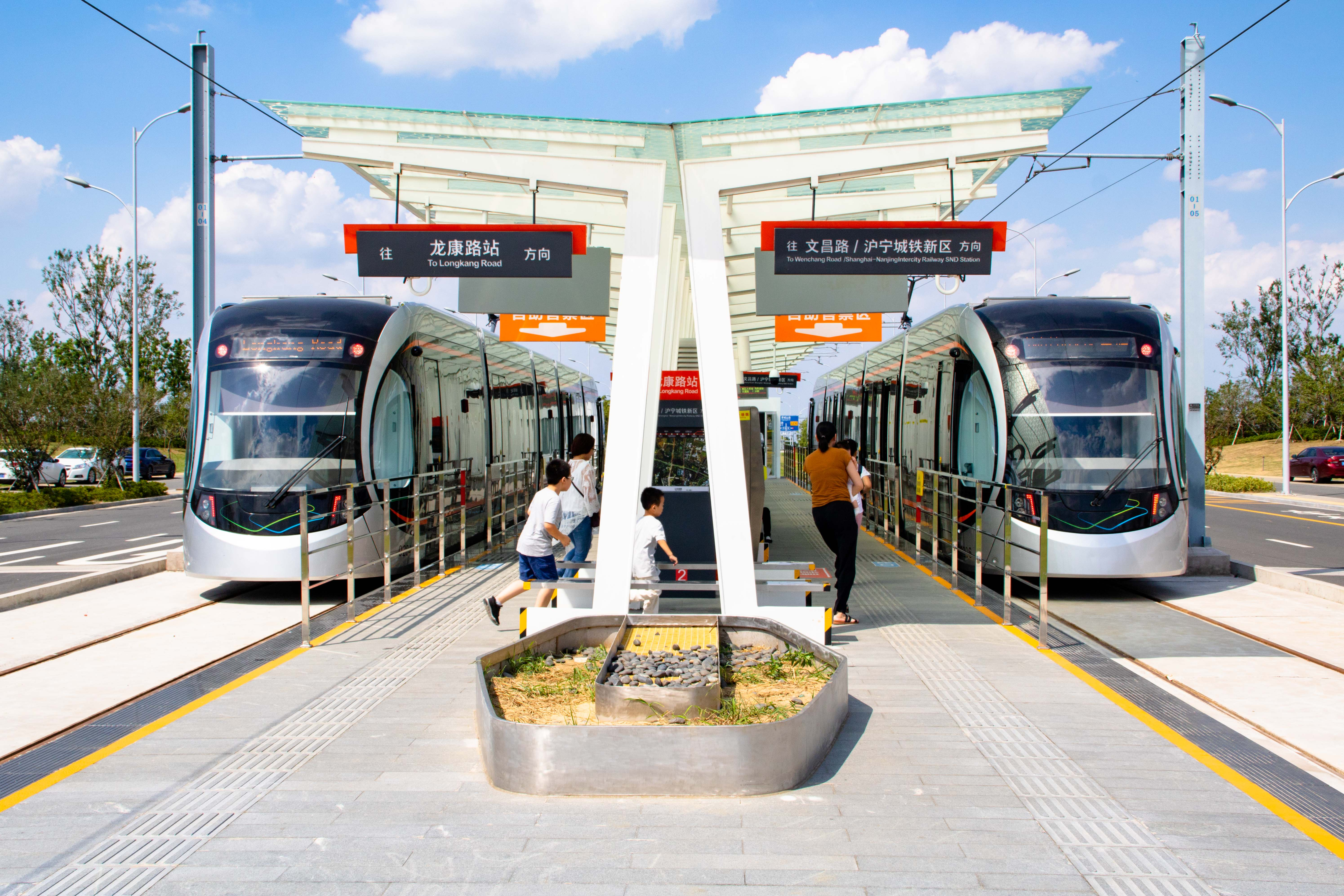
蘇州高新区有軌電車竜康路駅

### 鉄道
- 中国鉄路総公司
  - 滬寧都市間鉄道
    - 蘇州新区駅
- 蘇州軌道交通
  - ■1号線
    - - 金楓路駅 - 汾湖路駅 - 玉山路駅 - 獅子山駅 - 塔園路駅 - 浜河路駅 -
- 蘇州高新区有軌電車
  - 1号線
  - 2号線

### 道路
- 高速道路
  - 蘇紹高速道路
  - 無錫支線高速道路